# 小行星4795
小行星4795（英語：4795 Kihara）是一颗围绕太阳公转的小行星。1989年2月7日，高橋篤史、渡邊和郎在北见发现了此天体。
这颗小行星的绝对星等为132.0560175834158等。